# Französisch-reformierte Kirche (Magdeburg)

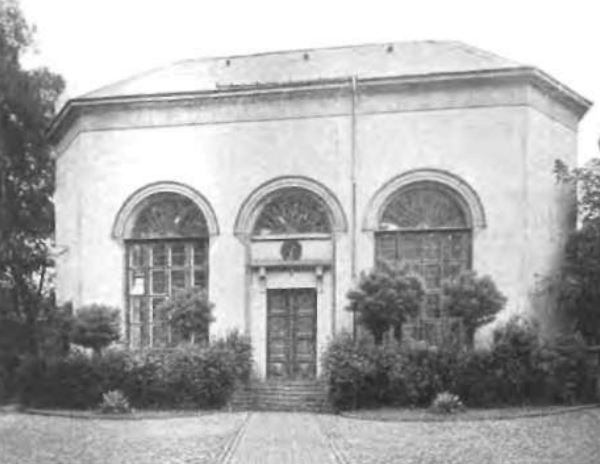
Französisch-reformierte Kirche Magdeburg (vor 16. Januar 1945)

Die Französisch-reformierte Kirche Magdeburg war das Gotteshaus der französisch-reformierten Kirchengemeinde, die mit den in Frankreich verfolgten calvinistischen Christen in Magdeburg entstand. Der Sakralbau wurde beim Luftangriff auf Magdeburg am 16. Januar 1945 schwer beschädigt und 1960 gesprengt.

## Lage
Die Kirche stand in der Magdeburger Altstadt nördlich der Großen Marktstraße, am nördlichen Ende des von der Großen Marktstraße nach Norden abgehenden Gangs zur Französischen Kirche. Heute befindet sich der ehemalige Standort nördlich der Julius-Bremer-Straße zwischen dem westlich gelegenen Logenhaus Ferdinand zur Glückseligkeit und dem östlich erbauten Hochhaus Jakobstraße 7.

## Geschichte

### Vorgängerbebauung
An der Stelle der Kirche und ihres unmittelbaren Umfeldes stand vermutlich das 1498 vom Magdeburger Bürgermeister Hans Alemann bewohnte Haus. Der Kämmerer Jakob Rohde, ein Urenkel Alemanns, erbte es später. Zum mit Braurecht versehenen Anwesen gehörte ein Garten, von dem es nach der Zerstörung Magdeburgs für das Jahr 1646 hieß, dass sich ihn Soldatenvolk angemaßt hatte. Im Jahr 1647 ging der Garten als Entschädigung an den Schneider Hans Seedorf, der die kranke und mittellose Gertrud Rohde bis zu ihrem Tod gepflegt hatte. Das wohl nach der Zerstörung der Stadt wüste Grundstück des Wohnhauses gehörte noch bis 1651 den Rohdischen Erben. Es wurde dann von Leutnant Askan Hellwig erworben und neu bebaut. 1674 ist seine Witwe als Besitzerin genannt. 1687 veräußerte sein Sohn Justav Johann Hellwig es für 1500 Taler an die Witwe des Christian Johann Lutteroths. Sie heiratete in zweiter Ehe den 1688 als Brauer erwähnten Georg Wilhelm von Wannekau. Er verkaufte das Gebäude 1697 an den Generalmajor Bernhard von Hutten für 2000 Taler.

### Bau der Französisch-reformierten Kirche
Am 29. Oktober 1685 erließ Kurfürst Friedrich Wilhelm das Edikt von Potsdam, wodurch den calvinistischen Franzosen, die Ludwig XIV. mit dem Edikt von Fontainebleau in Bedrängnis gebracht hatte, Schutz gewährt wurde. Von 1685 bis 1705 kamen etwa 1550 religiös verfolgte Menschen nach Magdeburg, welche die Französische Kolonie zu Magdeburg bildeten. Der Kurfürst wies ihnen, die sich am 20. März 1687 zur Französisch-reformierten Gemeinde in Magdeburg zusammenschlossen, als Gotteshaus die Stiftskapelle St. Gertrauden zu.
Die Gemeinde wuchs weiter und ebenso der Wunsch nach einer eigenen Kirche. 1704 erwarb Antoine Charles im Auftrag seiner Gemeinde für 2.055 Taler von Erben Bernhard von Huttens ein Grundstück im Zentrum der Stadt nördlich der Großen Marktstraße. In den Jahren 1704/1705 wurden Gelder für den Bau der Kirche gesammelt. Am 6. August 1705 war die Grundsteinlegung für den Kirchenbau, der dem Tempel von Montauban im Süden Frankreichs nachempfunden wurde. Der Entwurf stammte von Emanuel l’Étang aus Berlin, eine Billigung soll durch Jean de Bodt erfolgt sein.
Der achteckige verputzte Bau war von einer Laterne bekrönt. Am 1. Juni 1710 war, nach erheblichen Schwierigkeiten mit der Finanzierung des Baus, Kirchweihe, Ostern 1732 Orgelweihe. Beim Bau hatte es Streit mit Nachbarn gegeben, die sich darüber beschwerten, dass die Kirche zu dicht an ihre Häuser herangebaut werde. Zusammen mit der Kirche entstanden das Pastorat und weiteres Zubehör.

### Neubau nach 1804
Am 19. August 1804 brannte die Kirche aus. Sie erstand in verkleinerter Form neu nach Plänen von Johann Conrad Constenoble. Die Wieder-Weihe war am 31. August 1806. 1807 wurden neben der Kirche noch drei Kirchenhäuser genannt.
Beim Luftangriff auf Magdeburg am 16. Januar 1945 wurde auch die Französisch-reformierte Kirche von Bomben getroffen und bis auf die Umfassungsmauern zerstört. Der Antrag der Kirchgemeinde auf Wiederaufbau wurde 1957 abgelehnt.
Das Stadtbauamt Magdeburg bat im Schreiben vom 12. Februar 1960 die Gemeinde um Zustimmung zur Inanspruchnahme ihres Grundstückes Gang zur Französischen Kirche 1: Auf Nachfrage erklärte das Stadtbauamt, die Stadt benötige für Wohnungsbau das Grundstück des Pfarrhauses der Gemeinde, die Kirche solle als Lesesaal für die Stadtbibliothek ausgebaut werden. Daraufhin stimmte die Gemeinde lediglich der Inanspruchnahme des Pfarrhaus-Grundstückes, ausdrücklich aber nicht der des Kirchengrundstückes zu.
Am Vormittag des 20. Oktober 1960 teilte Stadtrat Meyer vom Rat der Stadt Magdeburg der Gemeinde mit, dass die Sprengung der Ruine der Französisch-reformierten Kirche wenige Stunden später – um 14:15 Uhr – erfolgen werde. Der Bitte um Verhinderung könne er nicht nachkommen, „da eine Beseitigung der Sprengladungen nur unter Lebensgefahr möglich sei.“ Das Gotteshaus wurde zur vorgesehenen Zeit gesprengt. Obendrein war das Stadtbauamt der Meinung, „die öffentliche Ausschreibung in den Magdeburger Tageszeitungen hätte genügt“ (Unterlagen Gemeinde). Seine Fundamente wurden später eng mit einem Wohnhochhaus und Plattenbauten umbaut.

## Architektur und Ausstattung

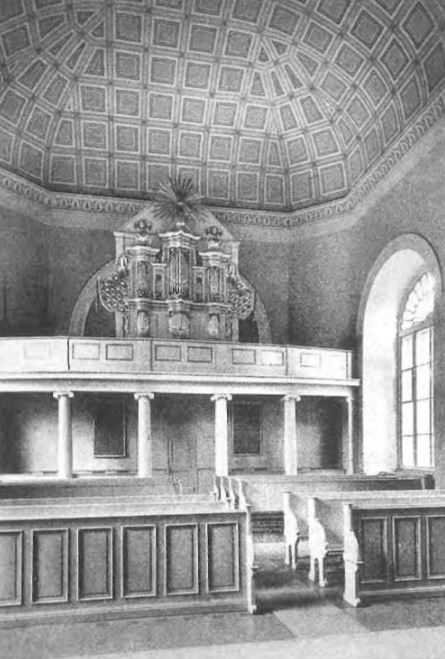
Innenansicht der Französisch-reformierten Kirche Magdeburg mit Empore/Galerie und Orgel (vor 16. Januar 1945)

Schon der ursprüngliche Sakralbau aus der Zeit ab 1706 hatte die Form eines Achtecks mit zwei einander gegenüberstehenden Eingängen, ein abgestumpftes Dach (Mansardendach) mit einem kleinen Turm als Dachreiter. Die Sitzbänke waren amphitheatralisch aufgestellt, sodass von allen Plätzen der Prediger gut zu sehen war. Die Einrichtung war schlicht. Planunterlagen oder eine bildliche Darstellung des ersten Baus sind nicht überliefert. Es wird angenommen, dass aufgrund der großen räumlichen Enge, in der sich die Kirche befand, kaum Fassadengestaltung erfolgte. Der Dachreiter ähnelte in seiner Gestaltung dem des Magdeburger Rathauses.
Der Glockenturm war aus 24 Coswiger Eichen gezimmert und mit Schiefer gedeckt. Die Kugel des Turms wog 1 Zentner 12 Pfund, ihr Knauf mit Wetterfahne 13 Pfund, die Glocke im Turm 7,5 Zentner.
Unter der Kirche war eine geräumige Gruft, in der Honoratioren der Gemeinde beigesetzt waren. Unter der Kanzel stand das Pult für den Kantor, der als ‚Lecteur‘ die Gebote und die Aufgebote las.
Vor dem Lektorenpult stand der Abendmahlstisch; unten vor diesem Tisch vier für Prediger und Presbyter bestimmte Bänke. Kanzel, Lektorenpult und Predigerstuhl waren mit blauem Tuch bezogen. Die Gänge zwischen den Bankreihen waren mit Ziegeln gepflastert.
Rechts von der Kanzel war die Loge für das französische Gericht und die französischen Polizeiassessoren, links die Loge für die hugenottischen Offiziere. Alle übrigen Plätze unten blieben für Frauen bestimmt.
Die Empore (galeries) ruhte auf 12 Säulen. Die Plätze auf dem Amphitheater waren Männern vorbehalten. Über den Galerien gab es 10 Säulen mit schönen Kapitellen, ein Werk des hiesigen Bildhauers Moyse Charton aus Montpellier, der auch an der Kanzel mitgewirkt haben soll.
Die hölzerne Tempeldecke war reich verziert. In der Mitte schwebte der preußische Königsadler, über und unter ihm eine vergoldete Inschrift. Auf der Empore befand sich eine mit hölzernen Stäben abgeschlossene Honoratioren-(Königs-?)Loge, ausgestattet mit sechs Stühlen, die mit blauem Tuch bezogen waren.
Beim Wiederaufbau nach dem Brand 1804 wurde der achteckige Grundriss beibehalten, ansonsten vieles verändert. Eingang zur Kirche war nun von Süden. Beidseits der Tür waren zwei große, im oberen Teil abgerundete Fenster. Die Nordseite hatte ebenfalls zwei solche Fenster, sodass die Kirche sehr hell wirkte.
Die Orgelempore ruhte auf sechs Säulen. Unter der Orgelempore waren auf zwei schwarzen Tafeln in goldener Schrift die Zehn Gebote zu lesen. Vor der erhöhten Kanzel stand der Abendmahlstisch. Das Gestühl war so aufgestellt, dass die Gemeinde aus dem Kirchenschiff nach Osten auf die Kanzel blickte. Auf die Kanzel zu führte zwischen den Bankreihen ein Mittelgang. Links und rechts der Kanzel waren die Bänke im rechten Winkel zu den übrigen angeordnet, sodass von allen Plätzen ein direkter Blick zur Kanzel und zum Abendmahlstisch möglich war.
Zwischen den beiden Fenstern der Nordseite war eine große Tafel mit Bibelworten angebracht. Die Orgel schenkte am 29. Oktober 1809 der König von Westfalen, Jérôme Bonaparte, der Gemeinde; sie stammte aus dem Jungfräulichen Stift und Kloster Wöltingerode bei Vienenburg im Harz.
1840 wurde eine neue Kanzel aufgestellt und als Geschenk des Uhrmachers Dumesniel eine Uhr angebracht. Ab 1840 gab es einen gusseisernen Ofen, 1885 wurde eine Heizung installiert. 1886 wurden neue Bänke aufgestellt und grüne Vorhänge gegen das Sonnenblendlicht angebracht. Der Altarraum wurde mit Parkett ausgelegt und ein eichener Tauftisch in Kelchform, geschaffen von Holzbildhauer Gustav Kuntzsch aus Wernigerode, aufgestellt.